# Тхань Тхай
Тхань Тхай (в'єт. Thành Thái; 14 березня 1869 — 20 березня 1954) — 10-й імператор династії Нгуєн в державі Дайнам (фактично в Аннамі), який володарював в 1889—1907 роках. Храмове ім'я відсутнє, посмертне — Хоай Чать Конг.

## Життєпис

### Молоді роки
Син принца Фук Инг Ая та наложниці Ти Мінь. Народився 1869 року в Хюе, отримавши ім'я Фук Биу Лан. 1883 року батько став імператором під девізом Зук Дик, але через 3 дні був повалений. Виховувався в Пурпуровому Забороненому місті.
1885 року разом зі своєю матір'ю був поміщений під домашній арешт, оскільки міг претендувати на трон. У 1889 році після смерті імператора Донг Кханя оголошений французьким генеральним резидентом новим імператором під ім'ям Тхань Тхай. У церемонію інтронізації було включено нове правило — офіційне надання згоди на сходження на трон, яке вручав генеральний резидент.

### Регентство
На початку керівництво Дайнамом, а фактично лише його центральною частиною — Аннамом — здійснювала Регентська рада в рамках визначеного конвенцією 1886 року. Невдовзі було прийнято нову конвенцію, за якою французький резидент мав право бути присутнім на засіданнях Приватної і Регентської ради, контролювати їх рішення, отримав доступ до скарбниці імператорської родини.
В тому ж 1889 році за наполяганням французів було впроваджено монополію на продаж опіуму, прибутки від якої поділялися порівну між імператором та Францією. 1892 року запроваджено ще низку податків, які стали збирати французькі чиновники. Водночас посилюється вплив генерал-губернаторів Індокитайської унії.

### Самостійна діяльність
1897 року досяг повноліття, ліквідувавши Регентську раду. На відміну від попередника Тхань Тхай зайняв позицію пасивного опору французькій владі. Утримуючись від відкритого повстання, він показував свої ставлення до колонізаторів за допомогою символічних жестів і уїдливих зауважень. Разом з тим встановив особисті гарні стосунки з генерал-губернаторами Полем Думером і Полем Бо.
Також цікавився життям своєї країни, часто таємно залишав Заборонене місто, одягаючись як простолюдин, щоб говорити зі своїм народом безпосередньо і подивитися, як державна політика позначалася на їхньому житті.
Водночас став першим в'єтнамським імператором, який підстриг своє волосся за західною модою і навчився водити автомобіль. Він підтримував французький стиль освіти, низку проектів будівництва — центральну лікарню в Хюе (1894 рік), ринок Зунг Ба (1899), міст Чионг-Т'єн через річку Хионг (1899 року спроектував Гюстав Ейфель), залізничний міст Лонг Б'єн через річку Хонгха (1902).
Побоюючись французьких шпигунів, симулював безумство, змусивши повірити в те, що є божевільним, в той час як сам активно працював в очікуванні моменту, коли можна буде скинути французький режим. Втім саме наявність «безумства» спонукала французьку колоніальну адміністрацію до рішення позбавити Тхань Тхая титулу, й навіть висловлювалася думка про ліквідацію монархії. У 1907 році Тхань Тхай був змушений підписати зречення від трону. Новим імператором було поставлено його сина — Зуї Тана.

### Останні роки
Колишнього імператора спочатку було заслано до Вунгтяу (Кохінхіна), а в 1916 році — на острів Реюньйон в Індійському океані. У 1945 році йому було дозволено повернутися на батьківщину, але перебувати він був змушений під домашнім арештом в Вунгтяу. Помер 1954 року в Сайгоні.